# رغوة نانوية كربونية
الرغوة النانوية الكربونية (بالإنجليزية:  Carbon nanofoam)‏ هي أحد نظائر الكربون، والتي اكتشفها أندريا رود (بالإنجليزية:  Andrei V. Rode)‏ ومعاونيه في عام 1997، بالجامعة الوطنية الأسترالية (بالإنجليزية:  Australian National University)‏ في كانبرا. فهي تتكون من تجمعٍ عنقوديٍ منخفض الكثافة لذرات الكربون المتماسكة معاً في شبكةٍ ثلاثية الأبعاد.
حيث يكون كل عنقودٍ بعرضٍ يصل إلى 6 نانومتراتٍ ويتشكل من 4000 ذرةً كربونيةً مرتبطة في صفائح تشبه الغرافيت والتي تتخذ شكل تقوسٍ سلبيٍ من خلال دمج السباعيات المضلعة فيما بين النموذج السداسي المنتظم. وهذا على عكس ما يحدث في حالة جزيء Buckminster-fullerene الكروي، والذي تتخذ فيه صفائح الكربون التقوس الإيجابي بواسطة دمج خماسيات الأضلاع.
هذا وتشبه البنية الضخمة لرغوة الكربون النانوية تلك الخاصة بهلام إيروجيل (بالإنجليزية:  aerogel)‏ النانوي، ولكن مع نسبة 1% من الكثافة الخاصة بهلام إيروجيل الكربوني (بالإنجليزية:  carbon aerogel)‏ – أو فقط بضع مراتٍ لكثافة الهواء عند سطح البحر. وعلى النقيض من هلام إيروجيل الكربوني، فإن الرغوة النانوية الكربونية هي موصلٌ ضعيفٌ للكهرباء. تحتوي الرغوة النانوية على العديد من الجزيئات غير المزاوجة (بالإنجليزية:  unpaired electron)‏، والتي افترض رود وزملاؤه أن هذا يرجع إلى ذرات الكربون ذات الثلاث رابطاتٍ فقط والتي تتواجد في العيوب الطوبولوجية والرابطية. مما يثير قضية هي تلك السمة الأكثر غرابةٍ للرغوة النانوية الكربونية: أنها تُجْتَذَبُ إلى المغناطيس، ولها القدرة على مغنطة نفسها تحت درجة حرارة 183 درجة سيليزيوسية.